# Ośrodek Zapasowy 17 Dywizji Piechoty
Ośrodek Zapasowy 17 Dywizji Piechoty (OZ 17 DP) – oddział piechoty Wojska Polskiego, nie istniejący w czasie pokoju.

## Formowanie i organizacja
Ośrodek Zapasowy 17 Dywizji Piechoty nie istniał w organizacji pokojowej Wojska Polskiego. Był Jednostką mobilizowaną zgodnie z planem mobilizacyjnym „W”, w II rzucie mobilizacji powszechnej, w czasie X+5. Jednostką mobilizującą Ośrodek Zapasowy 17 Dywizji Piechoty był 69 pułk piechoty. Ośrodek miał być formowany według organizacji wojennej L.3010/mob.org., ukompletowany zgodnie z zestawieniem specjalności oraz uzbrojony i wyposażony zgodnie z wojennymi należnościami materiałowymi. W skład ośrodka zapasowego ramowo wchodziło:
- dowództwo ośrodka zapasowego,
- kompania gospodarcza ośrodka zapasowego,
- kompania podchorążych rezerwy ośrodka zapasowego,
- trzy bataliony ośrodka zapasowego po trzy kompanie strzeleckie i jednej kompanii ckm,
- pluton przeciwpancerny ośrodka zapasowego,
- pluton pionierów ośrodka zapasowego,
- pluton łączności ośrodka zapasowego,
- pluton zwiadowców ośrodka zapasowego[3].

Po zmobilizowaniu wszystkich jednostek przewidzianych planem „W” w ramach mobilizacji alarmowej, w koszarach 69 pułku piechoty w Gnieźnie, w koszarach 70 pułku piechoty w Pleszewie oraz w 68 pułku piechoty we Wrześni i w Jarocinie pozostały znaczne nadwyżki osobowe rezerwistów oraz kadry stałej niezbędnej do sformowania i pracy z uzupełnieniami. Nadwyżki te sformowano w Oddziały Zbierania Nadwyżek poszczególnych pułków piechoty. Dowódcą OZ 17 DP był wyznaczony zgodnie z planem ppłk Aleksander Kiszkowski pokojowy I zastępca dowódcy 70 pp, a jego zastępcą ppłk Jan Sokołowski I zastępca dowódcy 68 pp. Miejscem organizacji Ośrodka Zapasowego 17 Dywizji Piechoty był garnizon Skierniewice. Do miejsca formowania OZ 17DP w Skierniewicach wkrótce po ogłoszeniu mobilizacji alarmowej wyjechały grupy kwaterunkowe z poszczególnych pułków piechoty 17 Dywizji Piechoty oraz część personelu przewidzianego dla dowództwa ośrodka. Na miejscu okazało się, że w koszarach 18 pułku piechoty 26 Dywizji Piechoty przewidzianych jako miejsce mobilizacji ośrodka i pobliskich obiektach, przebywają nadwyżki osobowe zmobilizowane już w alarmie i przybywające w ramach mobilizacji powszechnej dla formowanych na miejscu, w tym samym terminie oddziałów i pododdziałów dla 44 Dywizji Piechoty rez. i batalionu marszowego 18 pp. 29 sierpnia do Skierniewic przybyła grupa kwaterunkowa dla dowództwa OZ 17 DP i 69 pp pod dowództwem ppor. Wacława Maculewicza. W uzgodnieniu z Oficerem Placu w Skierniewicach wybrano jako rejon do organizacji ośrodka okoliczne wsie wokół Skierniewic. Dla OZN 68 pp wieś Pamiętna przy szosie do Mszczonowa. Dla OZN 69 pp wsie Rawiczów i Strobów przy szosie do Rawy Mazowieckiej. Dla OZN 70 pp wsie Balcerów i Dębowa Góra przy szosie do Głuchowa.
Po ogłoszeniu mobilizacji powszechnej 30 i 31 sierpnia 1939 napływali pierwsi rezerwiści przewidziani dla formowania OZ 17 DP, w tej liczbie stawiło się 270 oficerów, 176 podchorążych i 170 podoficerów. Natomiast w garnizonach w poszczególnych pułkach piechoty napływali dalsi rezerwiści, z których tworzono oddziały nadwyżek. Oddziały zbierania nadwyżek po zebraniu żołnierzy rezerwy, pozostałego wyposażenia i sprzętu miały dołączyć do OZ 17 DP. 2 września do mobilizowanego ośrodka przybyły grupy kwaterunkowe z 68 pp pod dowództwem ppor. Karola Wojtczaka i z 70 pp pod dowództwem por. Jana Hałasa. W następnych dniach przybyli też pozostali oficerowie wyznaczeni do składu dowództwa OZ 17 DP i niewielkie grupki żołnierzy z pułków 17 DP. 5 września przybył ppłk. Aleksander Kiszkowski i objął dowództwo ośrodka zapasowego. Od delegata Naczelnego Kwatermistrza dla bazy „Łódź” w Łodzi gen. bryg. Adama Korytowskiego, dowódca ośrodka otrzymał wytyczne, omówił sprawy zaopatrzenia i otrzymał środki finansowe dla OZ 17 DP. 6 września na ustny rozkaz zastępcy I wiceministra spraw wojskowych gen. bryg. Bronisława Regulskiego OZ 17 DP miał ewakuować się do nowego miejsca organizacji do Baranowicz. 6 września o godz.21.00 odjechał ze Skierniewic transport kolejowy z większością zmobilizowanych żołnierzy w Skierniewicach dla potrzeb OZ 17 DP, pod dowództwem kpt. Juliusza Fetkowskiego. Oddział OZ 17 DP pod dowództwem kpt. Fetkowskiego liczył około 670 żołnierzy, w tym 270 oficerów. Dowódca ośrodka ppłk Kiszkowski wraz z por. Janem Hałasem i małą grupką żołnierzy udał się do Kutna, aby kierować transporty OZN trzech pułków dywizji wprost do Baranowicz.

## Udział w działaniach bojowych poszczególnych części OZ 17 DP

### Oddziały Zbierania Nadwyżek pułków piechoty 17 DP
W miejscach mobilizacji pułków piechoty 17 DP zbierano oddziały nadwyżek, które miały następnie dotrzeć do Ośrodka Zapasowego 17 DP w Skierniewicach i okolicznych wsiach oraz wejść w jego skład.

#### Oddział Zbierania Nadwyżek 68 pułku piechoty
Dowódcą OZN 68 pp mianowany został kpt. Jan Nycz. 2 września do Wrześni przybyły nadwyżki zmobilizowane w Jarocinie przez II batalion 68 pp dowodzone przez por. Jana Strupczyńskiego. Funkcję zastępcy dowódcy pełnił kpt. Walenty Stachowicz (oficer mobilizacyjny), funkcję oficera gospodarczego por. Wilhelm Tadeusz Wołoszyn, oficera żywnościowego chor. Franciszek Kęsy. Z zebranych nadwyżek 68 pp sformowano trzy bataliony:
- I batalion pod dowództwem kpt. Łukasza Kowalskiego, liczący cztery kompanie po 250-270 żołnierzy,
- II batalion pod dowództwem kpt. Feliksa Hospoda, liczący trzy kompanie po 250 żołnierzy,
- III batalion pod dowództwem kpt. Jana Świdowskiego, liczący trzy kompanie po 250 żołnierzy.

Ogółem OZN 68 pp liczył około 20 oficerów i 2500-3000 szeregowych. W skład kompanii wchodziło po 2 oficerów. Uzbrojonych w karabiny było około 100 szeregowych.
4 września około godz.20.00 OZN 68 pp wyruszył marszem pieszym z Wrześni do Skierniewic. 5 września o godz.17.00 III batalion oddziału został zbombardowany przez niemieckie lotnictwo w pobliżu wsi Wilcza koło Goliny. W wyniku czego poległo 26 żołnierzy, wśród nich ppor. rez. Zygmunt Białecki. Dalsze przemarsze z uwagi na zagrożenie nalotami wykonywano w nocy. W nocy 6/7 września oddział przeszedł przez most na rzece Warcie w Kole, spotykając się na przeprawie z macierzystym pułkiem. 9 września przed świtem maszerujący koło stacji kolejowej w Łowiczu oddział został ostrzelany przez artylerię niemieckiej 24 DP. W wyniku ostrzału oddział rozproszył się, a następnie zebrał się w rejonie wsi Popów. Po uporządkowaniu podjął dalszy marsz w kierunku Sochaczewa. Około godz.10.00-11.00 przed Sochaczewem oddział został zbombardowany, a następnie ostrzelany z broni pokładowej przez niemieckie lotnictwo. OZN 68 pp w wyniku ataków lotnictwa niemieckiego podzielił się na kilka części, które maszerowały w kierunku na Warszawę niezależnie. Większość oddziału nadwyżek dotarła do Warszawy, gdzie wzięła udział w obronie stolicy uzupełniając różne oddziały. II batalion OZN 68 pp pomaszerował na Mińsk Mazowiecki, dokąd dotarł. OZN 68 pp, który wymaszerował z Wrześni nie dołączył do OZ 17 DP, losy II batalionu nie są znane.

#### Oddział Zbierania Nadwyżek 69 pułku piechoty
Dowódcą OZN 69 pp był mjr Kazimierz Kosiba, zastępcą dowódcy i dowodzącym sformowanym batalionem piechoty został por. Szczęsny Żółciński, oficerem gospodarczym kpt. Władysław Jan Kopczyński, innymi znanymi oficerami byli: por. Roman Mistrzuk, por. Andrzej Sakowicz, por. Jan Barczak i ppor. Feliks Bock. W trakcie mobilizacji w jego składzie zebrano około 1600 żołnierzy.
3 września o godz.10.00 OZN 69 pp wyjechał transportem kolejowym z Gniezna do Skierniewic. Dopiero 7 września transport z oddziałem dotarł do Kutna, gdzie został wyładowany z uwagi na zniszczenia torów kolejowych i innej infrastruktury kolejowej. Z uwagi na zagrożenie atakami lotniczymi maszerowano nocami. O świcie 9 września oddział po minięciu Łowicza został zaatakowany przez niemieckie lotnictwo, dodatkowo został ostrzelany przez niemieckie pododdziały broni pancernej. W wyniku czego oddział rozproszył się. Część oddziału dostała się do niemieckiej niewoli. Większość zdołała przedrzeć się do Warszawy i wzięła udział w obronie stolicy. OZN 69 pp, który wyjechał z Gniezna nie dołączył do OZ 17 DP.

#### Oddział Zbierania Nadwyżek 70 pułku piechoty
Dowódcą OZN 70 pp był kpt. Jan Kawtaradze, kadrę oficerską oddziału stanowili: kpt. Zdzisław Zioło, kpt. Franciszek Naskręt, kpt. Bolesław Baraniecki, por. Julian Rowiński, por. Władysław Wojtania, por. Jan Pałys, ppor. Andrzej Chyczewski. W oddziale zebrano 15 oficerów i około 1500-1600 szeregowych. Ze względu na zbombardowanie koszar w Pleszewie 1 września, oddział nadwyżek opuścił garnizon marszem pieszym o północy 1/2 września. 3 września OZN 70 pp dotarł do Koła, gdzie został załadowany do transportu kolejowego i odjechał w kierunku Skierniewic. Transport z oddziałem dojechał do rejonu wsi Raszynek, koło stacji kolejowej Krzewie przed Kutnem. Ze względu na zbombardowanie węzła kolejowego Kutno i uszkodzenia torów oczekiwał na udrożnienie torów. Rano 6 września OZN 70 pp został wyładowany i podjął dalszy marsz pieszy przez Łęczycę, Piątek i Łowicz w kierunku Warszawy. 9 września podczas marszu przed Warszawą na przedmieściach Woli został ostrzelany ogniem broni maszynowej przez pododdziały niemieckiej 4 Dywizji Pancernej, w wyniku czego częściowo rozproszył się i zmienił kierunek marszu na północny wschód i zbierając się w grupy przez Izabelin i Bielany dotarł do Warszawy. OZN 70 pp zebrał się na Pradze, skąd po uporządkowaniu się podjął dalszy marsz w kierunku Garwolina. Po osiągnięciu Rembertowa uzyskano informację o zamknięciu dalszej drogi przez oddziały niemieckie. Z uwagi, na to oddział zawrócił do Warszawy do Stacji Zbornej w Cytadeli, gdzie żołnierze weszli w skład różnych oddziałów walczących w obronie stolicy. OZN 70 pp z Pleszewa nie dołączył do OZ 17 DP.

### Działania Ośrodka Zapasowego 17 DP i późniejsze losy
Transportowany koleją zmobilizowany w rejonie Skierniewic OZ 17 DP pod dowództwem kpt. Juliusza Fetkowskiego dotarł 7 września do Warszawy. 8 września osiągnął stację kolejową Mrozy, gdzie był atakowany przez niemieckie lotnictwo. 9 września dojechał do Łukowa, zbombardowany dworzec płonął, a uszkodzenia infrastruktury kolejowej uniemożliwiły dalszą jazdę. Po rozładowaniu transportu OZ 17 DP wyruszył w dalszy marsz pieszy w kierunku Baranowicz. W trakcie marszu kpt. Fetkowski udał się do Brześcia, gdzie uzyskał rozkaz marszu z ośrodkiem w kierunku na Kowel. W tym czasie ośrodek doszedł do lasów w pobliżu wsi Tomaszówka na wschód od Włodawy. W tym rejonie do ośrodka dołączył ppłk Aleksander Kiszkowski wraz z zebraną wcześniej grupą z OZ 17 DP. Płatnik ośrodka kpt. Kopczyński wypłacił żołnierzom żołd. W trakcie dalszego marszu w nocy 12/13 września w Piszczy, na skrzyżowaniu szos do Małoryty i Szacka, otrzymano za pośrednictwem mjr. Mariana Borzysławskiego rozkaz gen. bryg. Mieczysława Ryś-Trojanowskiego dowódcy Okręgu Korpusu nr I. W rozkazie tym nakazano umundurowanych i częściowo uzbrojonych żołnierzy przekazać do organizującej się Grupy „Szack”. Natomiast nieumundurowani mieli odejść do Kowala i tam zostać umundurowani i uzbrojeni. Ośrodek Zapasowy 17 DP tym rozkazem został rozwiązany. Dowództwo organizowanej Grupy „Szack” od ppłk. dypl. Jana Lamersa przejął rozkazem gen. Ryś-Trojanowskiego, zastępca dowódcy OZ 17 DP ppłk Jan Sokołowski, której trzon stanowili żołnierze OZ 17 DP. Z pozostałymi nieuzbrojonymi i nieumundurowanymi żołnierzami ośrodka do Kowla odszedł ppłk Aleksander Kiszkowski.

#### W składzie Grupy „Szack”
Z chwilą przejęcia dowodzenia przez ppłk. Sokołowskiego w skład grupy wchodziło około 1000 żołnierzy z 1 armatą kal. 75 mm z ciągnikiem, kompania policyjna, przepełniony rannymi szpital polowy, kolumna samochodowa z 60 samochodami ciężarowymi z minimalną ilością paliwa. Ppłk. Sokołowski zreorganizował dowodzenie, z żołnierzy pochodzących z OZ 17 DP sformował I batalion piechoty pod dowództwem kpt. Juliusza Fetkowskiego. W skład dowództwa grupy weszli oficerowie byłego OZ 17 DP:
- dowódca - ppłk Jan Sokołowski (68 pp)[11]
- zastępca dowódcy - ppłk dypl. Jan Lamers (OK nr I)
- adiutant grupy - ppor. rez. Ludwik Dunin (68 pp)
- oficer łącznikowy do gen. Ryś-Trojanowskiego - por. rez. Lech Sokołowski (68 pp)
- oficer płatnik - ppor. rez. Stefan Madaliński (68 pp)
- dowódca I batalionu piechoty - kpt. Juliusz Fetkowski (68 pp)
  - dowódca kompanii strzeleckiej - por. Tadeusz Terlikowski[12]
  - dowódca kompanii ckm (8 sztuk ckm) - ppor. rez. Stefan Konik.
- dowódca II batalionu - NN
- dowódca III batalionu - NN
- dowódca baterii artylerii ciężkiej z OZAC nr 2 - ppor. Tadeusz Sobolewski

Dowództwo grupy i I batalion piechoty z działonem 75 mm stacjonował i organizował obronę w Szacku.
W składzie Grupy „Szack” zorganizowano z przybywających luźnych grup żołnierzy, rozbitków i jednostek zapasowych: II batalion piechoty w Piszczy, III batalion piechoty w Lubomlu, kompanię policjantów (około 150 policjantów), kompanię saperów, pluton konnych zwiadowców (15 koni), pododdział żandarmerii polowej (8 koni), baterię artylerii ciężkiej z 2 haubicami 155 mm wz. 1917 i 2 armatami 105 mm wz.1913 z Ośrodka Zapasowego Artylerii Ciężkiej nr 2. Każdy batalion liczył po około 900 żołnierzy. Łącznie grupa w swoich szeregach miała do 3000 żołnierzy. Zadaniem grupy było zamknięcie linii: Piszcza-Szack-Luboml na wschód, przed niemieckimi oddziałami pancerno-motorowymi. Linia obrony obejmowała 50 kilometrowy pas. Z uwagi na jego rozległość broniono głównych węzłów komunikacyjnych - miast, resztę odcinka dozorowano. W oddziałach i pododdziałach grupy posiadano niewielką ilość amunicji do broni strzeleckiej i minimalną ilością amunicji do dział, np. do armaty 75 mm 10 sztuk naboi.
16 września rano oddziały Grupy „Szack” nawiązały kontakt bojowy z oddziałami niemieckiej 3 Dywizji Pancernej, która z rejonu Brześcia podjęła akcję zaczepną na linię kolejową Chełm-Kowel. II batalion w Piszczy wsparty czołgami 7 TP z samodzielnej kompanii czołgów lekkich kpt. Konstantego Hajdenki (z 2 bczl), stoczył walkę z niemieckim podjazdem pancernym, uszkodził niemiecki czołg i wziął jeńców. I batalion w Szacku przy wsparciu działonu armaty 75 mm odparł niemiecki pododdział motocyklowy. W rejonie Szacka zgrupowane tu pododdziały poniosły straty zadane przez niemieckie lotnictwo, które zbombardowało i ostrzelało ich stanowiska. Z uwagi na napór oddziałów niemieckich ppłk Sokołowski otrzymał rozkaz wycofania się na południowy wschód i dołączenia do większego zgrupowania WP. Po południu 16 września oddziały grupy wycofały się w kierunku Lubomla, gdzie dotarły rano 17 września. Tam stanęły na całodzienny postój. Następnie wieczorem 17 września wyruszono w kierunku Włodzimierza Wołyńskiego. W trakcie marszu uzyskano informacje o agresji sowieckiej na tereny II RP oraz napotkano grupy zdemobilizowanych żołnierzy pochodzących z terenów na wschód od Bugu. Dowódca grupy odjechał do Włodzimierza Wołyńskiego w celu otrzymania nowych rozkazów w związku z powstałą sytuacją, z uwagi na ataki dywersantów ukraińskich został czasowo odcięty od Grupy „Szack”. 18 września w południe grupa dotarła do wsi Olesk. Tu po powrocie, dowódca grupy rozwiązał Grupę „Szack” większość żołnierzy chcących walczyć dalej dołączyła do Grupy „Kowel” płk. dypl. Leona Koca, część odeszła w kierunku zachodnim na Lubelszczyznę do walczących zgrupowań WP, pozostała część została zdemobilizowana na miejscu.

#### W składzie Grupy „Kowel”
Po przybyciu do Kowla z nieumundurowanymi i nieuzbrojonymi żołnierzami z OZ 17 DP, ppłk Kiszkowski umundurował oddział w magazynach garnizonu oraz uzbroił w znajdującej się w pobliżu Kowla filii składnicy uzbrojenia nr 2 w broń strzelecką przybyłych żołnierzy. Dokonano ich organizacji w batalion bojowy. Z uwagi na rozkazy o demobilizacji wydane przez gen. bryg. Mieczysława Smorawińskiego - dowódcy Okręgu Korpusu nr II, dla garnizonu we Włodzimierzu Wołyńskim i decyzji o niestawianiu oporu wojskom sowieckim podjętej w Kowlu przez gen. Ryś-Trojanowskiego i jego wyjeździe do Łucka. Płk dypl. Leon Koc zdemobilizował żołnierzy nieposiadających broni i niechcących walczyć. Resztę grupy zreorganizował i sformował rano 18 września trzy podgrupy, jedną z nich dowodził ppłk Aleksander Kiszkowski składała się z dwóch batalionów piechoty, z których jeden wywodził się z żołnierzy byłego OZ 17 DP, tych co przyszli do Kowla bez broni i mundurów i tych którzy dołączyli z rozwiązanej Grupy „Szack”. Drugi wywodził się z żołnierzy przybyłych z OZN 16 pułku piechoty. Skład podgrupy uzupełnili żołnierze chcący walczyć z różnych oddziałów i formacji. 18 września o godz.18.00 cała grupa wymaszerowała z miasta na rozkaz płk. Koca, w kierunku przez Zadyby i Tuliczów do Kisielina, gdzie dotarła 19 września o świcie. W kolumnie maszerowała podgrupa ppłk Kiszkowskiego, z dywizjonem kawalerii rtm. Bernsteina w straży przedniej, który zlikwidował w Jezierzanach bojówkę ukraińską.
Z uwagi na zajęcie przez wojska sowieckie Kowla, Włodzimierza Wołyńskiego i Łucka, płk Koc podjął decyzję o marszu na zachód na Lubelszczyznę. 19 września o godz.18.00 grupa wyruszyła z Kisielina w kierunku zachodnim na Ozdziutycze dalej przez Tumin, Gnojno, Mohilno, Owadno na Werbę omijając Włodzimierz Wołyński od północy. Podgrupa ppłk. Kiszkowskiego maszerowała w kolumnie południowej. Na czele Grupy „Kowel” maszerowała środkowa podgrupa ppłk. dypl. Franciszka Pokornego. W trakcie całego marszu prowadzono walki z ostrzeliwującymi maszerujące kolumny bojówkami ukraińskimi. Podgrupa ppłk. Kiszkowskiego przeprawiła się przez rzekę Bug 20 września rano w pod Uściługiem.
Po odpoczynku wieczorem 21 września podgrupa ppłk. Kiszkowskiego podjęła marsz z Uściługu przez Hrebenne, Szpikołosy, Wołajowice, Moniatycze, Nieledew, Mołodiatycze na Grabowiec. Podgrupa ppłk Kiszkowskiego 23 września osłaniała Grupę „Kowel” od strony Hrubieszowa i podążała szybkim marszem w kierunku lasu Czartorija, gdzie oczekiwały na nią siły główne grupy. 24 września rano podgrupa ppłk. Kiszkowskiego osiągnęła rejon Grabowiec, Grabowiec-Góra. Po odpoczynku pomaszerowała w ślad za głównymi siłami w kierunku Krasnegostawu. Na nocny postój 24/25 września ppłk Kiszkowski rozlokował oddziały podgrupy w lesie w pobliżu wsi Kryniczki, straż tylną stanowił dywizjon kawalerii rtm. Cierpickiego. Rano 25 września podgrupa w trakcie marszu osiągnęła Orłów i następnie Izbicę, gdzie przeprawiła się przez rzekę Wieprz. Osłaniający podgrupę dywizjon ułanów rtm. Cierpickiego został rozbity w rejonie Grabowca przez wojska sowieckie .
26 września Grupa „Kowel” dołączyła do Zgrupowania płk. dypl. Tadeusza Zieleniewskiego. Zatrzymała się w rejonie Bychawa, Kosarzew, Krzczonów, Giełczew. 27 września grupa odpoczywała. 28 września zgrupowanie podjęło marsz w kierunku południowo zachodnim. Ubezpieczenie od zachodu maszerujących kolumn zapewniała podgrupa ppłk. Kiszkowskiego maszerująca na Polichną Górę przez Kosarzew, Wolę Gałęziowską, Zakrzówek, Sulów. W dniu 29 września dywizjon kawalerii rtm. Bersteina maszerujący w straży przedniej stoczył ciężką walkę z oddziałami niemieckimi pod Szastarką. maszerująca z kierunku Blinowa na stację kolejową Szastarka, Potok Wielki, Zaklików podgrupa ppłk. Kiszkowskiego rozwinęła się do natarcia i uderzyła na Polichną Górę, a na stację kolejową Szastarka batalion piechoty ppłk. Górnisiewicza. Natarcie początkowo odniosło sukces, jednak ściągnięte niemieckie posiłki w rejon walk ze składu 27 DP zatrzymały natarcie. Silny ostrzał artylerii niemieckiej i trwające dalsze walki w godzinach 12.00-19.00 zmusiły podgrupę ppłk. Kiszkowskiego i batalion piechoty ppłk. Górnisiewicza do odwrotu. Podgrupa poniosła znaczne straty osobowe. Zaangażowanie pozostałych podgrup również nie przyniosło rozstrzygnięcia i przełamania oporu niemieckiego. Bój Grupy „Kowel” zatrzymał niemiecką odsiecz z 27 DP dla walczących pod Dzwolą batalionów przeciwpancernych 27 DP i 68 DP z Grupami płk. Filipkowskiego i płk. Płonki. Grupa płk. Koca skręciła w kierunku wschodnim i pomaszerował na Błażek. Wieczorem oddziały grupy starły się z czołówkami podchodzącej w rejon walk sowieckiej 14 Dywizji Kawalerii. Po oderwaniu się od kawalerii nieprzyjacielskiej pomaszerowała na południe od Janowa Lubelskiego, w rejon Pasieka, Antolin, Wierzchowiska. O świcie 30 września Grupa „Kowel” wyruszyła z rejonu Pasieka, Wierzchowiska przez Andrzejów, Rataj Ordynacki. Kolumnę grupy maszerującą drogą gruntową zamykała jako straż tylna podgrupa ppłk. Kiszkowskiego.
Do dalszych walk z niemieckim 40 pp 27 DP doszło w rejonie Białej Ordynackiej, Białej Poduchowej, Kawęczyna i Wólki Ratajskiej. Po tym boju oddziały grupy oderwały się od nieprzyjaciela i wycofały się do lasu na południowy wschód od Andrzejowa, dalej kierując się na Flisy. Podczas tego marszu straż przednią stanowiła podgrupa ppłk. Kiszkowskiego, wieczorem doszła do wsi Branew. Obsadzające odcinek pomiędzy Krzemieniem, a Kocudzą sowiecki 445 pułk strzelców został odrzucony z rubieży obrony przez oddziały płk. Koca. Przedzierające się dalej kolumny grupy na skutek kontrataku 445 pułku strzelców wspartego czołgami poniosły znaczne straty osobowe. Przejście sowieckich wojsk do obrony doprowadziło do rozbicia części oddziałów. Przebijająca się podgrupa ppłk. Kiszkowskiego poniosła straty osobowe i została rozproszona, a zostały rozbite dwie inne: ppłk. Górnisiewicza i ppłk. Adamusa. Część żołnierzy dostała się do niewoli sowieckiej. Resztki dotarły do Flis, a dalej do Momot. 2 października resztka żołnierzy i oficerów złożyła broń przed wojskami sowieckimi we wsi Bukowa.